# Cantone di Pays de Briey
Il Cantone di Pays de Briey è una divisione amministrativa dell'Arrondissement di Briey.
È stato costituito a seguito della riforma approvata con decreto del 26 febbraio 2014, che ha avuto attuazione dopo le elezioni dipartimentali del 2015.

## Composizione
Comprende i seguenti 39 comuni:
- Abbéville-lès-Conflans
- Affléville
- Anderny
- Anoux
- Audun-le-Roman
- Avillers
- Avril
- Les Baroches
- Béchamps
- Bettainvillers
- Beuvillers
- Briey
- Domprix
- Fléville-Lixières
- Gondrecourt-Aix
- Jœuf
- Joppécourt
- Joudreville
- Landres
- Lantéfontaine
- Lubey
- Mairy-Mainville
- Malavillers
- Mance
- Mancieulles
- Mercy-le-Bas
- Mercy-le-Haut
- Mont-Bonvillers
- Mouaville
- Murville
- Norroy-le-Sec
- Ozerailles
- Piennes
- Preutin-Higny
- Sancy
- Thumeréville
- Trieux
- Tucquegnieux
- Xivry-Circourt